# RTS (canal de televisión)
RTS, anteriormente denominado RedTeleSistema, es un canal de televisión abierta ecuatoriano, lanzado el 12 de diciembre de 1960 y es el canal más longevo del país. Es miembro de la Asociación de Canales de Televisión del Ecuador y de la Organización de Telecomunicaciones de Iberoamérica.
Es la primera red de televisión comercial más antigua del Ecuador, antes de Ecuavisa y TC Televisión, respectivamente.  

## Historia
La historia de la televisión en este país se remonta a mayo de 1959, cuando Horst Michael Rosenbaum Nebel y su esposa Linda Zambrano traen los primeros equipos para emitir una señal de televisión y los llevan a Quito donde no reciben el apoyo necesario.
Inmediatamente se trasladan a Guayaquil y, el 29 de septiembre de 1959, a las 8:30 p.m., en el Estudio de Radio Cenit, ubicado en la Av. 9 de Octubre entre Boyacá y García Avilés en el centro de Guayaquil, se iniciaron las primeras transmisiones experimentales de televisión en circuito cerrado, con el programa El coctel deportivo, conducido por Manuel "Chicken" Palacios, coanimado por Magdalena Macías y Jaime Cobos.
Para esta transmisión se instalaron televisores en la Plaza Rocafuerte, en el Salón Costa ubicado en la Av. 9 de Octubre y Boyacá, en el estudio de Radio Cenit ubicado en la Av. 9 de Octubre entre Boyacá y García Avilés y en el Salón Derby, frente al Parque Centenario ambos lugares que ubicaron en el centro de Guayaquil.
Washington Delgado Cepeda, dueño de Radio Cenit, facilitó el local de sus radios para estas pruebas, a través de Televisora Ecuatoriana, en circuito cerrado.
Posteriormente, Palacios los llevó a La Feria Ganadera de Caraguay al Sur de la ciudad de Guayaquil el 22 de octubre a la ciudad de Manta, el 3 de noviembre a la ciudad de Cuenca, hasta que en diciembre de 1959 logró un acuerdo con el presidente de la Casa de la Cultura Núcleo del Guayas, Carlos Zevallos Menéndez, quien le facilitó el quinto piso de su edificio ubicado en la Av. 9 de Octubre y Pedro Moncayo (a una cuadra del Parque Centenario), al centro de la ciudad de Guayaquil.
Rosenbaum y su equipo de trabajo encabezado por Hans Shepper, Enrique Prats, los radiotécnicos Alfredo Moreno Merizalde, Francisco Mazzini y Julio Mosquera, el camarógrafo George Weich, el camarógrafo Vicente Bowen Centeno, Arturo Arias Icaza y Rosa Franco de Castillo comenzaron a realizar demostraciones en lugares públicos.
En diciembre de 1959, comenzó la instalación de los primeros equipos que más tarde proseguirían con el nuevo técnico español Francisco García Díaz. Mientras tanto, Linda Zambrano de Rosenbaum viajó a Quito para obtener la primera frecuencia de televisión en el país, la cual fue otorgada por decreto ejecutivo # 951 del entonces presidente Camilo Ponce Enríquez y el ministro de Obras Públicas y Comunicaciones Sixto Durán Ballén. La concesionaria de la frecuencia fue Linda Zambrano de Rosenbaum, ya que su esposo era extranjero.
El 1 de junio de 1960, se otorgó el permiso de operaciones a Primera Televisión Ecuatoriana Canal 4 con sede en Guayaquil. La primera emisión salió al aire el 12 de diciembre de 1960 a las 6:00 p.m. con dibujos animados y musicales, todos en película de 16 mm. y en blanco y negro. En adelante, los programas que se presentaron fueron documentales, dibujos animados y musicales. La señal se abría de 6:00 p.m. a 11:00 p.m., de lunes a viernes y los sábados y domingos se abría a las 3:00 p.m.. En enero de 1961, el actor y director Paco Villar y su elenco familiar empezaron a hacer miniseries de 10 minutos.
Telesistema fue relanzado como RedTeleSistema (RTS) el 17 de septiembre de 2005, presentando su nueva imagen y programación en una rueda de prensa el día 19.
El 12 de diciembre de 2020, RTS se convirtió en el canal más longevo del Ecuador al cumplir 60 años.

## Programación
RTS contiene una programación muy variada entre ellas series, noticieros, producciones independientes, infantiles, películas, realitys y telenovelas mexicanas emitidas originalmente por TelevisaUnivision y sus filiales en Centro y Sudamérica, además transmite telenovelas turcas.

### Programas informativos
- El Despertar de La Noticia: Noticiero matinal.
- La Noticia: Noticiero de primera emisión.
- La Noticia en la Comunidad: Noticias de conexión directa con la sociedad, cubre necesidades que requieren ser atendidas ante las autoridades competentes.
- La Noticia Estelar: Última emisión del noticiero en el día, en el que se recapitula todo lo acontecido en el día.

### Programas de entretenimiento y variedades
- Noticias de la Mañana: Programa de revista familiar, dirigido a reportar temas de interés general.

### Realitys
- Combate: Reality de competencia, conformado por pruebas físicas y mentales.

## Propietarios
- José Rosenbaum y Linda Zambrano (1960-1963)
- Norlop (Presley Norton y Alberto López)-ABC (1963-1972)
- Grupo Noboa (1972-1984)
- Independiente (1984-1987)
- Albavisión-Independiente (1987-2007)
- Albavisión-Telecuatro Guayaquil C.A. (2007-presente)

## Personal
- Luis Esteban Gómez - Presidente
- Raúl Esteban Gómez - Gerente General
- Charles González - Gerente Comercial
- Alejandro Aguilar - Gerente técnico
- Keila Astudillo - Director de programación
- Antonella Carrillo - Gerente de RR.HH.

## Locutores
El canal tiene y ha tenido locutores los cuales graban para los inicios y cierre de transmisiones, las intro y cierre de los programas, para las promo, los genéricos y las continuidades del canal, algunos de estos locutores son:
| Año             | Locutor              |
| --------------- | -------------------- |
| 2005-2012       | Patricio Obregón     |
| 2012-Actualidad | Fernando Cordero-Zea |